# Bahnhof Mariupol

Der Bahnhof Mariupol (ukrainisch Вокзал Маріуполь Woksal Mariupol) ist ein Bahnhof in der ukrainischen Stadt Mariupol. Er befindet sich am Ufer des Asowschen Meeres südlich der Innenstadt im städtischen Rajon Prymorske und wurde im Frühjahr 2022 im russischen Angriffskrieg gegen die Ukraine schwer beschädigt.

## Geschichte

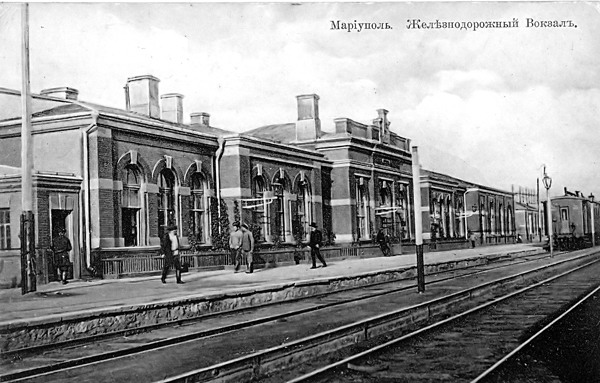
Bahnhof Mariupol (vor 1917)

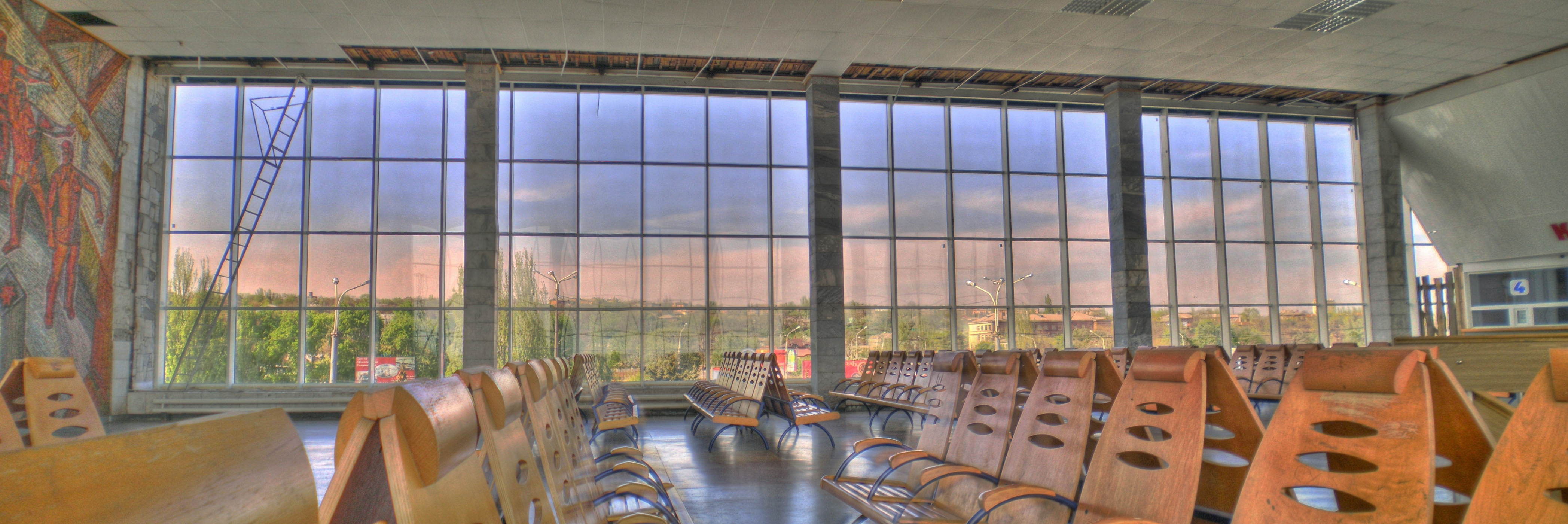
Wartesaal (2007)

Im Jahr 1882 entstand mit der Fertigstellung des Abschnitts Oleniwka–Mariupol – als Teil der von Sawwa Iwanowitsch Mamontow vorangetriebenen Katharinenbahn – der Bahnhof Mariupol. Dessen Empfangsgebäude beherbergte den Wartesaal und die Fahrkartenschalter sowie eine Telegrafie-Einrichtung und Büros. Es wurde in den folgenden Jahrzehnten um Nebengebäude erweitert und entwickelte sich dadurch zu einem langgestreckten Bauwerk. Anfang des 20. Jahrhunderts bestanden Zugverbindungen nach Moskau, Dnipro, Luhansk und Rostow am Don. Zudem gab es Fahrten nach Debalzewe und Woronesch, Charkiw und Taganrog, Sartana und zum Hafen Mariupols.

### Erste Zerstörung und Neubau
Das Empfangsgebäude wurde im Zweiten Weltkrieg bombardiert und beschossen, so dass es zum Großteil niederbrannte. Im erhaltenen Teil, der wiederhergestellt wurde, befand sich in dieser Zeit das einzige Restaurant der gesamten Stadt. Im Jahr 1974 wurde das alte Bahnhofsgebäude schließlich durch einen Neubau ersetzt. An dem Entwurf waren zahlreiche Personen beteiligt, darunter die Architekten Aleksandr Dmitriewitsch Kljujew und  W. Krawtschyn, die Architektur- und Planungswerkstatt APM-1 (Leitung: W. Galkin) sowie der Sekretär des Stadtkomitees, Wladimir Michailowitsch Zybulko, der zunächst eine exakte Kopie einer anderen Bahnstation erbauen lassen wollte, da dies die Antragstellung erleichtert hätte.
Das dreistöckige Bauwerk mit Aussichtsplattform wurde an der Stadtseite von einer großen Glasfassade sowie der Aufschrift „Вокзал Маріуполь“ (deutsch Bahnhof Mariupol) dominiert. Zudem befand sich hier – an der Nordostecke des Empfangsgebäudes – ein Uhrgiebel. Vorgelagerte Flachbauten schwächten den monolithischen Eindruck etwas ab. Im Wartesaal im 2. Stock wurden das Wandmosaik Metallurgen (ukrainisch Металурги) von Walentyn Konstantynow (Валентин Константинов) und Lel Kuzmynkow (Лель Кузьминков) sowie eine stilisierte Karte der Sowjetunion von Alexej Botscharow (Алексей Бочаров) auf einer Holztafel (diese wurde später entfernt) angebracht.
Für das Jahr 1987 sind Fernverbindungen nach Moskau, Kiew, Sankt Petersburg, Woronesch, Brjansk, Minsk belegt. Der Nahverkehr steuerte unter anderem Donezk, Jassynuwata und Wolnowacha an. Die Donezka Salisnyzja betrieb für die ukrainische Eisenbahngesellschaft Ukrsalisnyzja den Schienenverkehr (etwa die Bahnstrecke Mariupol–Kostjantyniwka), der Bahnhof gehörte zur Eisenbahndirektion Lyman. Das Bahnhofsgebäude wurde im 21. Jahrhundert saniert und modernisiert. Zudem gab es Versuche, das Angebot zu verbessern, etwa die Einbindung in die Fahrten der UZ-Baureihe EJ 675 im Jahr 2012, die nicht genügend Passagiere aufwies und daher wieder eingestellt wurde, oder ein Nachtschnellzug nach Odessa im Jahr 2017. Im Dezember 2021 wurde die längste Zugverbindung der Ukraine zwischen Mariupol und Rachiw eröffnet. Für das Jahr 2024 war die Einbindung in ein Intercity-Netz geplant.
Mehrfach wurde der Eisenbahnverkehr Mariupols durch Anschläge und Kriegshandlungen gestört. So wurde im August 2014 die Strecke Mariupol–Kiew wegen der Beschädigung eines Abschnitts bei Donezk im Rahmen des Russisch-Ukrainischen Krieges gesperrt und im Dezember 2014 in Mariupol die Eisenbahnbrücke über den Kaltschyk gesprengt, woraufhin die Züge nur bis in den Vorort Sartana fahren konnten. Die Wiedereröffnung der vor allem für das Asow-Stahl-Werk wichtigen Kaltschyk-Brücke erfolgte im November 2015. Im Januar 2015 wurde bei Rosiwka eine Eisenbahnbrücke an einer Strecke nach Mariupol gesprengt.

### Zweite Zerstörung
Während der Belagerung von Mariupol wurde der Eisenbahnverkehr bereits am 27. Februar 2022 unterbrochen und das Bahnhofsgebäude durch Kampfhandlungen im Frühjahr 2022 schwer beschädigt: Es brannte teilweise aus und blieb zunächst als Ruine stehen. Die komplette Stadtfassade wurde zerstört, aber der Uhrengiebel blieb erhalten. Der Innenraum wurde teilweise beschädigt, der Wasserturm blieb unversehrt. Das Mosaik im Wartesaal wurde schwer beschädigt.

### Wiederaufbau
Nachdem es in der Folgezeit wiederholt zu ukrainischen Angriffen auf die russische Krim-Brücke kam, sahen sich die russischen Besatzer gezwungen, eine neue südlichere Eisenbahnstrecke als Alternativroute zur ebenfalls russisch besetzten Krim zu erbauen. Diese wurde über Mariupol geführt. Im Juni 2023 wurde daher auch der Wiederaufbau des Bahnhofsgebäudes von Mariupol begonnen. Zuvor hatte man den Großteil des Gebäudes abgerissen und nur den Rahmen stehen gelassen. Die Pläne sehen vor, auch den benachbarten – und ebenfalls zerstörten – Busbahnhof mit dem Bahnhof zu verbinden sowie in der Nähe ein Schiffsterminal zu erbauen, so dass ein Verkehrsknotenpunkt geschaffen würde. Dieses Konzept eines „Eisenbahn-Seebahnhofs“ stammt aus ukrainischer Zeit und wurde 2020 vom Architekten Wiktor Sotow entworfen. Die Wiedereröffnung des Bahnhofs war für Ende 2024 geplant. Im März 2024 war der Wiederaufbau der Fassade des Bahnhofsgebäudes weitgehend abgeschlossen.
Im August 2024 wurde der Bahnhof wiedereröffnet. Eine zivile Nutzung war zunächst nicht möglich, da er vor allem für Militärtransporte für den Angriffskrieg gegen die Ukraine vorgesehen war. Laut ukrainischen Angaben wurde das Mosaik im Bahnhofsgebäude bei dem Wiederaufbau zerstört. Die Wiederaufnahme des Passagierverkehrs war vorgesehen. Dieser wurde aber zunächst weiter über einen Vorstadtbahnhof abgewickelt.

## Umfeld

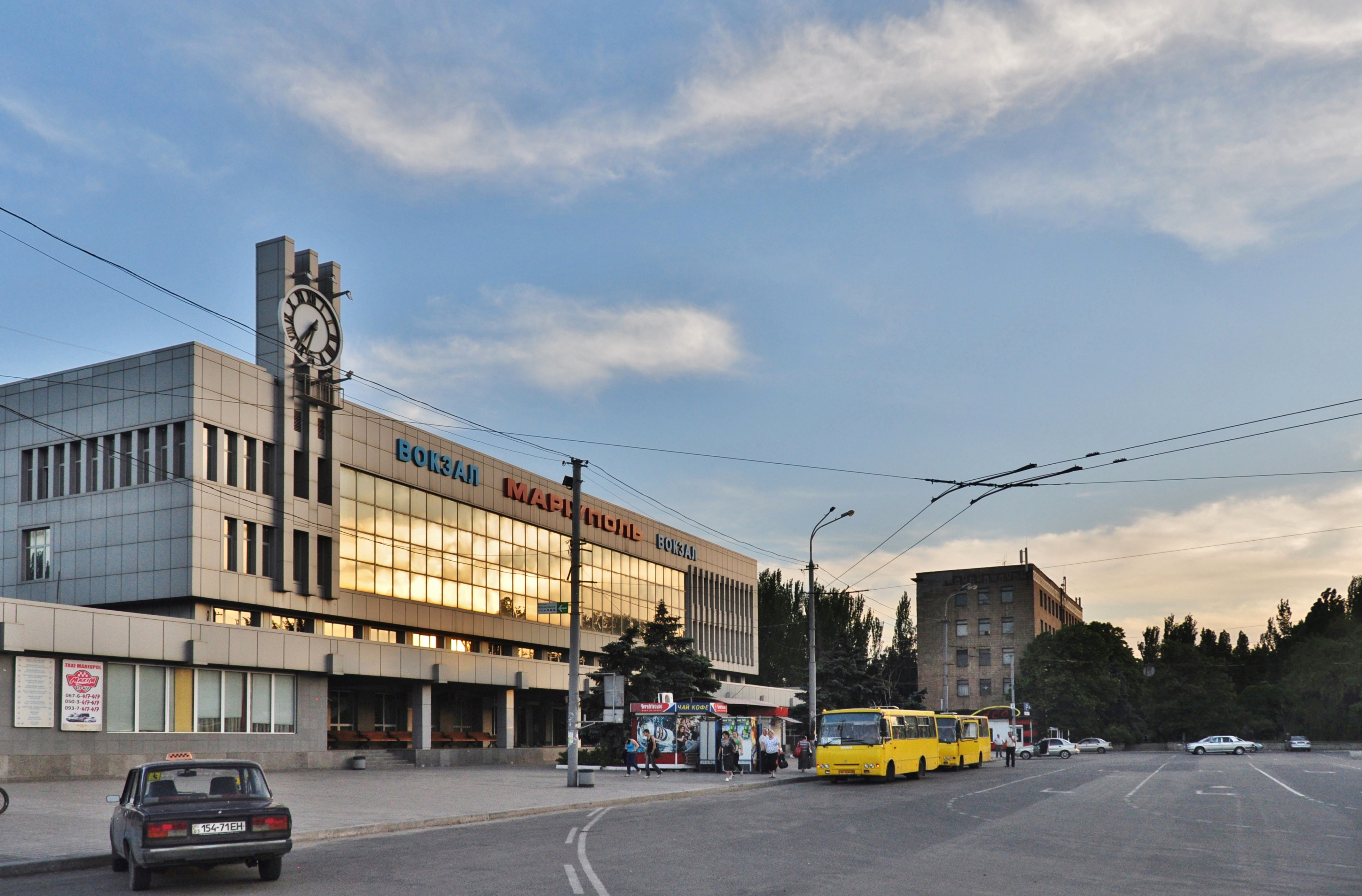
Bahnhofsvorplatz (2013)

Am Bahnhofsgebäude befanden sich mehrere Gedenktafeln für Ereignisse der Jahre 1905 und 1917. Auf dem Bahnhofsvorplatz stand früher ein Wasserspiel und ab den 1930er Jahren führte eine Linie der Straßenbahn Mariupol zum Bahnhof. Im Zuge des Neubaus der 1970er Jahre wurde daraus eine mehrspurige Wendeschleife samt Haltestelle für Trolleybusse. An der Meeresseite steht jenseits der Gleise ein Wasserturm. Zudem gibt es Unterbringungsmöglichkeiten für Lokomotiven und Wagen. Über die Gleise führt eine Fußgängerbrücke, die den nahen Strand anbindet. Diese wurde im Jahr 2022 schwer beschädigt und war daher nicht mehr nutzbar.